# Парламентские выборы в Южной Африке (1910)
Парламентские выборы в Южно-Африканском Союзе проходили 15 сентября 1910 года для избирания 121 депутата Палаты собраний. Они стали первыми после создания Союза 31 мая 1910 года. 
В результате Южноафриканская национальная партия генерала Луиса Боты получила небольшое парламентское большинство. Юнионистская партия стала официальной оппозицией.

## Результаты
Количество голосов за партии не публиковались.
| Партия | Партия                 | Места | %     | Лидер                       |
|        | Южноафриканская партия | 67    | 55,37 | генерал Луис Бота           |
|        | Юнионистская партия    | 39    | 32,23 | Леандер Старр Джеймсон      |
|        | Независимые            | 11    | 9,09  | -                           |
|        | Лейбористская партия   | 4     | 3.31  | полковник Фредерик Кресуэлл |
|        | Всего                  | 121   | 100   |                             |